# بلا رحمة (مسلسل)
بلا رحمة مسلسل دراما بحريني، عرض للمرة الأولى في رمضان (شهر) عام 2006، كتبت قصته زينب العسكري، وأخرجه محمد السلمان، أما المعالجة الدرامية فأنجزتها أسمهان توفيق.

## تمثيل
- زينب العسكري
- مريم الصالح
- عبير الجندي
- علي جمعة
- إبراهيم الزدجالي
- هبه الدري
- جمال الغيلان
- سعد البوعينين
- أمل عباس